# سبورة تفاعلية

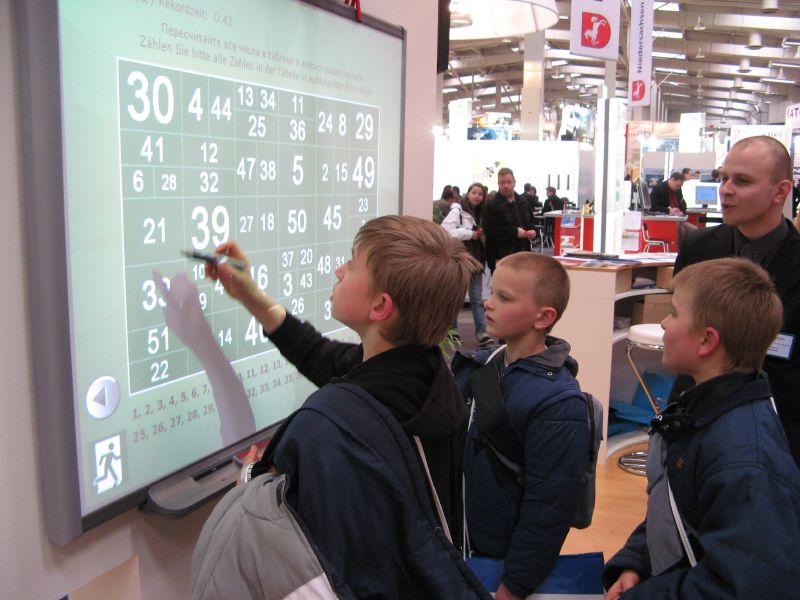
سبورة تفاعلية في معرض سيبت، 2007

السبورة التفاعلية (بالإنجليزية: Interactive whiteboard، تُختصر إلى IWB)‏، والمعروفة أيضًا باسم السبورة الذكية، هي لوحة إظهار تفاعلية كبيرة في عامل شكل السبورة البيضاء. يمكن أن يكون إما حاسوب مستقل بشاشة لمس يستخدم بشكل مستقل لأداء المهام والعمليات، أو جهازًا قابلاً للتوصيل يستخدم لوحةً للمس للتحكم في الحواسيب من جهاز إسقاط. تُستخدم في مجموعة متنوعة من الإعدادات، بما في ذلك الصفوف الدراسية على جميع مستويات التعليم، وفي حجرات مجالس الإدارة ومجموعات العمل للمؤسسات التجارية، وفي غرف التدريب الرياضي الاحترافي، وفي إستوديوهات البث اللاسلكي، وغيرها.

## نبذة تاريخية
السبورة هي أداة نقل المعلومات من المدرس إلى الطالب على مر العصور والأزمنة، وقد مرت السبورة بمراحل منذ كانت بدائية على ألواح من الحجارة ثم ألواح من الخشب مع الحجارة، ثم السبورة مع الطباشير ثم السبورة البيضاء والآن السبورة التفاعلية. حاول كل من نانسي نولتون وزوجها ديفيد مارتن إيجاد بديل للسبورات التقليدية مثل الوبرية والطباشيرية والمغناطيسية، وبعد تجارب وأبحاث تكنولوجية عديدة استطاعوا التوصل في منتصف 1980م لفكرة جديدة يدور محورها حول ربط الكمبيوتر بشاشة عرض (لوحة) حساسة تعمل كبديل لشاشة الكمبيوتر بدون فأرة أو لوحة مفاتيح، وطريقة التنقل فيها هي اللمس. بادئ الأمر لم يتقبل الناس المنتج لفترة وتكاثرت التساؤلات حول لماذا ترغب في شرائها؟ أو على الأقل لماذا قد تحتاجه تلك السبورة التفاعلية؟ لذلك كانت مبيعاتها منخفضة تماما في ذلك الوقت، ومر وقت طويل حتى تقبل الناس فكرتها ومميزاتها التي يمكنهم الاستفادة منها. هذا وقد تعددت الأسماء التي أُطلقت عليها فهي السبورة التفاعلية، الذكية، الرقمية أو الإلكترونية.

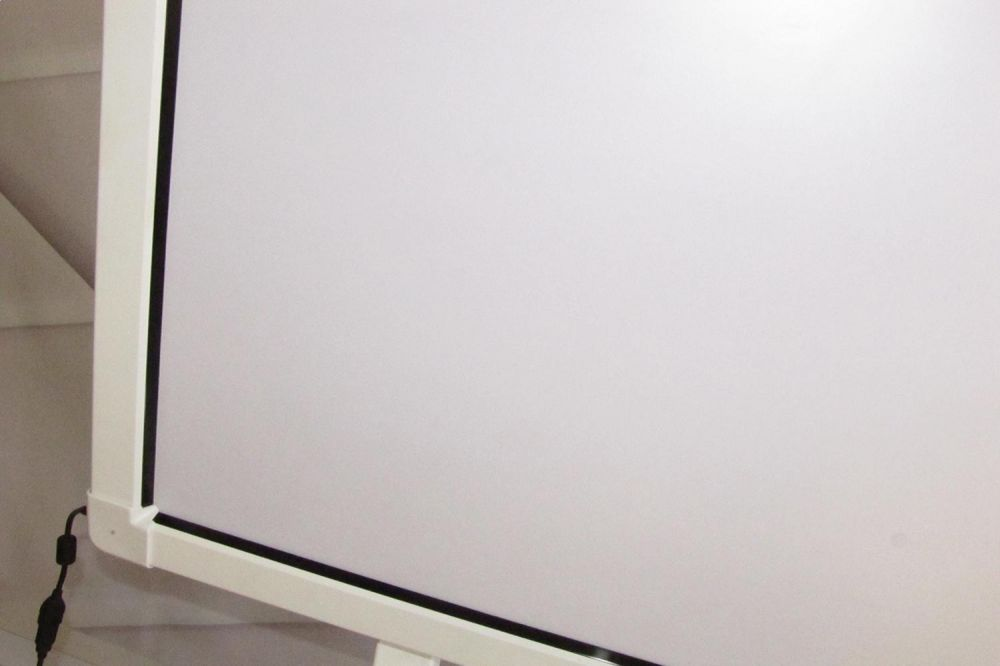

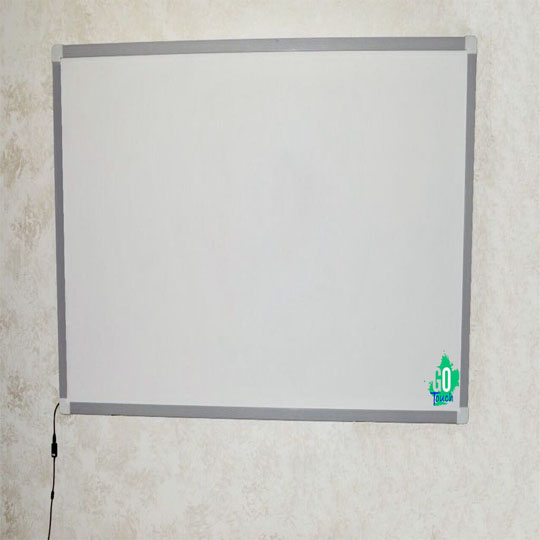

### أول المصنعيين
أول من صنع السبورة التفاعلية في العالم كانت شركة سمارت تيكنولوجي الكندية ومن بعدها بدأت الشركة بنسخ المنتج بشكل ملحوظ، وفي عام 2016 بدأت شركة  إر جي بي سيستم (بالإنجليزية: RGB System)‏ بإنتاج السبورة التفاعلية كأول شركة في مصر والشرق الأوسط.

## مكوناتها
تتكون في أغلب الأحيان من سطح و إطار و أجهزت حساسات اللمس باللإضافة إلى كابل USB خاص بالبيانات، ويُمكن تصنيفها إلى أجهزة أساسيّة ومكوّنات إضافية:

### أجهزة أساسيّة:
- شاشة بيضاء تفاعلية: هي اللوحة الرئيسية للسبورة، وتكون مصنوعة من مواد متينة وقابلة للمس. تتميز هذه الشاشة بحساسية عالية تسمح بتتبع حركة الأصابع والأقلام الإلكترونية.
- جهاز حاسب آلي: يتم توصيل الكمبيوتر باللوحة البيضاء ليعمل كمصدر للمحتوى الذي يتم عرضه عليها.
- أقلام حبر رقمية: تستخدم للكتابة والرسم على اللوحة البيضاء.
- ممحاة إلكترونية: تستخدم لمسح ما هو مكتوب على اللوحة البيضاء.
- كابلات: تربط جميع المكونات ببعضها البعض.
- برنامج السبورة الذكية: يتم تثبيته على الكمبيوتر للتحكم في وظائف السبورة الذكية.

### مكوّنات إضافيّة:
- مكبر صوت: لتشغيل الصوت من الكمبيوتر أو من مصادر أخرى.
- كاميرا ويب: لالتقاط الصور ومقاطع الفيديو من على السبورة.
- لوحة مفاتيح افتراضية: تظهر على الشاشة عند الحاجة إلى كتابة نص.
- أدوات تحكم عن بعد: للتحكم في وظائف السبورة الذكية من مسافة بعيدة.

طبعا قد تختلف مكونات السبورة الذّكيّة قليلا من نموذج إلى آخر. بعض أنواع السبورة الذكية تأتي مع ميزات إضافية مثل التّعرّف على الصّوت والتّحكّم بالإيماءات.

## تكنولوجيا التشغيل

#### هناك أنواع مختلفة من تكنولوجيا تشغيل حساسات اللمس
- magnetic وهو نظام الأقلام المغنطيسية و منها تخرج الأشعة إلى السبورة و يحدث أستجابة للمس
- Optical Imaging أو ما تسمي بتيكنولوجيا العدسات و تقوم على إرسال الأشعة و أستقبلها مرة آخري من خلال العاكس
- IR-Sense أو الأشعة تحت الحمراء من خلال شرائح LED تقوم بارسال و أستقبال الأشعة

## انتقادات إيجابية وسلبية
مدى تفاعل المعلمين والمتعلمين والمسؤلين مع هذا التطور ودور السبورة التفاعلية وتكنولوجيا التعليم في مواجهة المشكلات التربوية المعاصرة، يمكن من خلال تكنولوجيا التعليم مواجهة المشكلات المعاصرة، فمثلاً:
- الانفجار المعرفي والنمو المتضاعف للمعلومات، يمكن مواجهته عن طريق:

1. التطوير الملحوظ من توفير الكابلاتاستحداث تعريفات وتصنيفات جديدة للمعرفة.

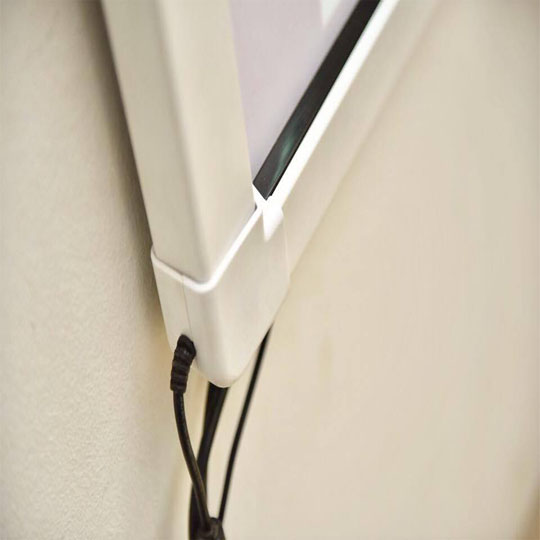
التطوير الملحوظ من توفير الكابلاتاستحداث

2. الاستعانة بالتليفزيون والفيديو والدوائر التلفيزيونية.
3. البحث العلمي.

- الانفجار السكاني وما ترتب عليه زيادة أعداد التلاميذ، يمكن مواجهته عن طريق:

1. الاستعانة بالوسائل الحديثة كالدوائر التلفزيونية المغلقة.
2. تغيير دور المعلم في التعليم.
3. تحقيق التفاعل داخل المواقف التعليمية من خلال أجهزة تكنولوجيا التعليم.

الارتفاع بنوعية المعلم، حيث ينبغي النظر إلى المعلم في العملية التعليمية ككونه مرشد وموجه للتلاميذ وليس مجرد ملقن للمعرفة، وهو المصمم للمنظومة التدريسية داخل الفصل الدراسي.